# Blythe (Georgia)
Blythe város az Amerikai Egyesült Államok Georgia államában, Burke és Richmond megyében. Lakosainak száma 744 fő (2020. április 1.).

## Népesség
A település népességének változása:

| 2010 | 721 |
| 2020 | 744 |